# Fredrik Nordström (jazzmusiker)
Fredrik Nordström, född 1974, är en svensk jazzmusiker (saxofonist).
Nordström, som är uppvuxen i Sandviken, är utbildad vid bland annat Skurups folkhögskola och Musikhögskolan i Stockholm. Han har bland annat spelat med Palle Danielsson, Bobo Stenson och som gästsolist hos Sandviken Big Band. Han skivdebuterade år 2000 och har sedan dess givit ut ett flertal album i eget namn.
Nordström erhöll Rikskonserters och Caprice Records utmärkelse "Jazz i Sverige" 2002.